# Гай Эруциан Силон
Гай Эруциа́н Сило́н (лат. Gaius Erucianus Silo; умер после 110 года) — древнеримский политический деятель, занимавший должность консула-суффекта в 110 году.

## Биография
Силон происходил из портового города Остия. В 110 году он занимал должность консула-суффекта. О дальнейшей биографии Силона нет никаких сведений.